# Mars Ürkimbajew
Mars Fasyluly Ürkimbajew (kasachisch Марс Фазылұлы Үркімбаев, russisch Марс Фазылович Уркумбаев Mars Fasylowitsch Urkumbajew; * 23. November 1939 in Alma-Ata, Kasachische SSR; † 18. Februar 2012 in Taras) war ein kasachischer Politiker.

## Leben
Mars Ürkimbajew wurde 1939 in Alma-Ata geboren. Er machte 1962 einen Abschluss an der Fakultät für Mechanik am Kasachischen Institut für chemische Technologie.
Seine berufliche Laufbahn begann er als Assistent am Kasachischen Institut für Chemische Technologie, bevor er als Doktorand an eine Moskauer Hochschule ging. Anschließend arbeitete er von 1969 bis 1973 erneut am Kasachischen Institut für Chemische Technologie. Zwischen 1973 und 1991 war Ürkimbajew Rektor des Bau- und Bewässerungsinstitutes (heute Staatliche Universität Taras) in Dschambul. Im Anschluss an die Zeit als Hochschulrektor war er Leiter der regionalen Wahlkommission in Dschambul sowie stellvertretender Vorsitzender des regionalen Exekutivkomitees in Dschambul. Nach der Unabhängigkeit Kasachstans bekleidete er von 1992 bis 1993 den Posten der Leiters der Regionalverwaltung des Gebietes Südkasachstan. Außerdem war er Vorsitzender der regionalen Abteilung der Kasachischen Akademie der Wissenschaften und im Februar 1994 wurde er im Kabinett von Sergei Tereschtschenko zum Wirtschaftsminister Kasachstans ernannt. Von 1994 bis 1998 leitete er einen internationalen Fonds, bevor er danach zehn Jahre lang Präsident der Union der Industriellen und Unternehmer Kasachstans war. Zwischen 1999 und 2001 fungierte er als Vorsitzender der Arbeitgebervereinigung der Republik Kasachstan und in den folgenden drei Jahren war er Präsident von Kazphosphate sowie Vorstandsmitglied bei der kaspi bank. Anschließend arbeitete er an der Staatlichen Universität Taras.
Ürkimbajew starb am 18. Februar 2012 in Taras.